# ولادیمیر دابوف
ولادیمیر دابوف (انگلیسی: Vladimir Dubov؛ زادهٔ ۲۰ فوریهٔ ۱۹۸۸) یک کشتی‌گیر اهل بلغارستان است. 
از افتخارات وی می‌توان به کسب مدال نقره وزن ۶۰ کیلوگرم در مسابقات قهرمانی کشتی جهان ۲۰۱۳ اشاره کرد. در المپیک ریو به مقام پنجمی وزن ۵۷ کیلوگرم دست یافت.

## المپیک ۲۰۱۶ ریو
او در المپیک ۲۰۱۶ ریو در وزن ۵۷ کیلو حاضر بود که در مسابقه اول و دوم دنیل دنیس از آمریکا و ایوان گودیان از رومانی را شکست داد اما در نیمه نهایی به ولادیمر خینچگاشویلی از گرجستان شکست خورد و به دیدار رده‌بندی رفت. وی در دیدار رده‌بندی به حاجی علی‌اف آذربایجانی باخت و پنجم شد.<

## مسابقات قهرمانی کشتی جهان ۲۰۱۷
جونگ در وزن ۵۷ کیلو مسابقات قهرمانی کشتی آزاد جهان ۲۰۱۷ پاریس حاضر بود که در دورهای اول تا سوم جووان روبلین رامیرز از دومینیکن، گیوی داویدووی از ایتالیا و کیم سونگ-کون از کره‌جنوبی را شکست داد اما در نیمه نهایی به یوکی تاکاهاشی از ژاپن شکست خورد و به دیدار رده‌بندی رفت. وی در دیدار رده‌بندی به بخبایار اردنبات کشتی‌گیر مغولی باخت و پنجم شد.